# Pacifoculodes pallidus
Pacifoculodes pallidus is een vlokreeftensoort uit de familie van de Oedicerotidae. De wetenschappelijke naam van de soort is voor het eerst geldig gepubliceerd in 1895 door Sars.